# Istenért, hazáért
Az Istenért, hazáért a Kárpátia Zenekar 2007-ben megjelent nemzetirock-albuma. Az album hivatalos lemezbemutató koncertjét 2007. november 17-én tartotta az együttes a budapesti Körcsarnokban.

## Számok
1. Csak egy nap az élet (2:57)
2. Magyarnak születtem (2:44)
3. Jó lenne! (3:00)
4. Hallottam nagy hírét! (3:06)
5. Barátom, mondd, merre vagy? (3:19)
6. Ásó, kapa, nagyharang (3:07)
7. Tábori posta (3:59)
8. A Jászságban, a Kunságon (3:04)
9. A világtól elzárva (3:48)
10. Árpád apánk induló (3:05)
11. Erdély szabad! (2:27)
12. Szózat (3:27)

## Közreműködők
- Petrás János – basszusgitár, ének
- Csiszér Levente – gitár
- Bankó Attila – dob
- Bíró Tamás – gitár
- Galántai Gábor – billentyű
- Hajas Mariann – furulya, hegedű
- Varga Balázs – trombita
- Petrovity Zorán – vokál
- Mazula Imre – vokál
- Pataky Gábor – vokál
- Ráduly Levente – vokál
- Petrás Mátyás – vokál
- Szabó Judit – ének

A Barátom, mondd, merre vagy a 2006. október 23-án történt eseményeket énekli meg. A szám és egy másik, az Erdély szabad! című szám az album megjelenése előtt ingyenesen letölthető volt az együttes honlapjáról.